# AEW The First Dance
AEW The First Dance was een televisie special van het televisieprogramma Rampage in het professioneel worstelen dat geproduceerd werd door All Elite Wrestling (AEW). De special werd live uitgezonden op TNT op 20 augustus 2021 vanuit het United Center in Chicago, Illinois.
Het evenement stond bekend van het debuut van CM Punk, die na 7 jaar terugkeerde naar het professioneel worstelen. Punk verscheen voor de laatste keer bij WWE's Royal Rumble pay-per-view (PPV) evenement dat plaatsvond in januari 2014.

## Matches
| Nr. | Match | Winnaar(s)       | Opmerkingen                                                    | Bron  |
| --- | --- | ---------------- | -------------------------------------------------------------- | ----- |
| 1   | Jurassic Express (Jungle Boy & Luchasaurus) (met Marko Stunt) vs. Private Party (Isiah Kassidy & Marq Quen) (met Matt Hardy) | Jurassic Express | Tag team match AEW World Tag Team Championship toernooifinale. | [ 3 ] |
| 2   | Jade Cargill (met Mark Sterling) vs. Kiera Hogan                                                                             | Jade Cargill     | Een-op-een match.                                              | [ 3 ] |
| 3   | Jon Moxley (met Eddie Kingston) vs. Daniel Garcia (met 2.0 (Jeff Parker & Matt Lee))                                         | Jon Moxley       | Een-op-een match.                                              | [ 3 ] |